# Saint-Christaud (Alta Garonna)
Saint-Christaud è un comune francese di 266 abitanti situato nel dipartimento dell'Alta Garonna nella regione dell'Occitania.

## Società

### Evoluzione demografica
Abitanti censiti